# Tyrawa Wołoska (gemeente)
De gemeente Tyrawa Wołoska is een landgemeente in het Poolse woiwodschap Subkarpaten, in powiat Sanocki.
De zetel van de gemeente is in Tyrawa Wołoska.
Op 30 juni 2004 telde de gemeente 1958 inwoners.

## Oppervlakte gegevens
In 2002 bedroeg de totale oppervlakte van gemeente Tyrawa Wołoska 68,6 km², waarvan:
- agrarisch gebied: 36%
- bossen: 52%

De gemeente beslaat 5,6% van de totale oppervlakte van de powiat.

## Demografie
Stand op 30 juni 2004:
| Omschrijving                   | Totaal | Totaal | Vrouwen | Vrouwen | Mannen | Mannen |
| ------------------------------ | ------ | ------ | ------- | ------- | ------ | ------ |
| eenheid                        | aantal | %      | aantal  | %       | aantal | %      |
| inwoners                       | 1958   | 100    | 942     | 48,1    | 1016   | 51,9   |
| bevolkingsdichtheid (inw./km²) | 28,5   | 28,5   | 13,7    | 13,7    | 14,8   | 14,8   |

In 2002 bedroeg het gemiddelde inkomen per inwoner 1648,41 zł.

## Administratieve plaatsen (sołectwo)
- Lachawa
- Hołuczków - Tadeusz Woźniak
- Kreców
- Wola Krecowska
- Siemuszowa - Stanisław Górniak
- Rozpucie - Ryszard Burzyński
- Rakowa - Roman Babina
- Tyrawa Wołoska - Ryszard Kaliniak

## Aangrenzende gemeenten
Bircza, Lesko, Olszanica, Sanok